# Hartmut Klopsch
Hartmut Klopsch (* 30. Juni 1944 in Berlin; † 8. Oktober 2022) war ein deutscher Bildhauer.

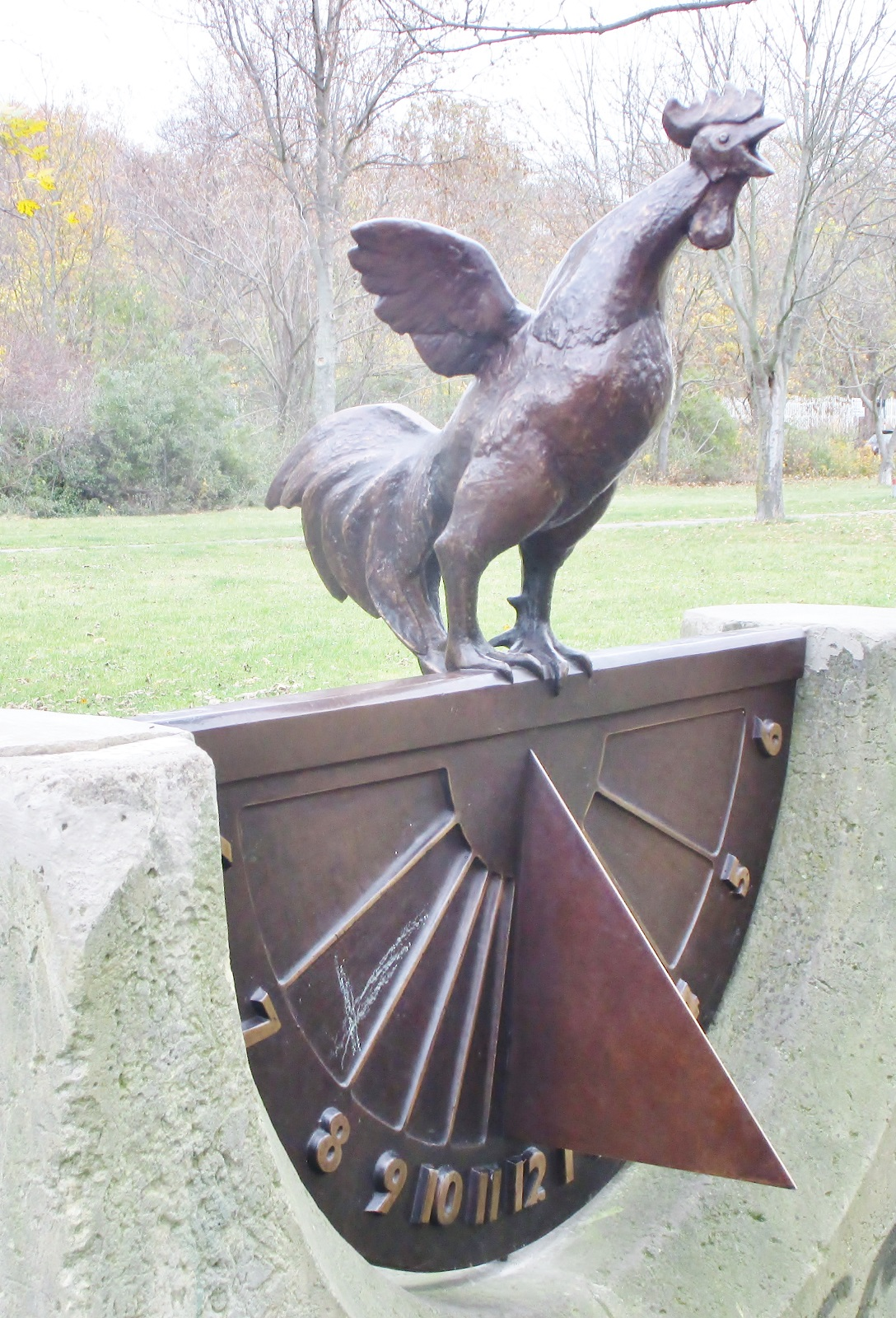
Plastik „Der Hahn ruft“ (1985) an der Alten Salzstraße in Leipzig-Grünau

## Leben und Werk
Klopsch machte in Berlin das Abitur und von 1962 bis 1963 eine Lehrausbildung zum Betonfacharbeiter. Danach arbeitete er bis 1964 in einem Backwarenbetrieb als Expedient, 1964/1965 als Hilfsarbeiter in einer Druckerei, 1966 als Stapler-Fahrer und von 1966 bis 1967 als Leiter eines Jugend-Klubhauses.
Von 1967 bis 1971 studierte er an der Karl-Marx-Universität Leipzig Kunsterziehung und Geschichte. Von 1971 bis 1977 war er Oberreferent für bildende Kunst beim Rat des Bezirkes Leipzig. Er machte freischaffend ab 1977 erste plastische Arbeiten, wobei er bis 1981 in einer Ateliergemeinschaft mit Dieter Dietze arbeitete, von dem er fachliche Hilfe erhielt. Von 1987 bis 1989 übte Klopsch an der Hochschule für Industrielle Formgestaltung Burg Giebichenstein in Halle/Saale eine Lehrtätigkeit im Grundlagenstudium aus.
Seine Urne wurde auf dem Leipziger Südfriedhof, Abt. II, beigesetzt.

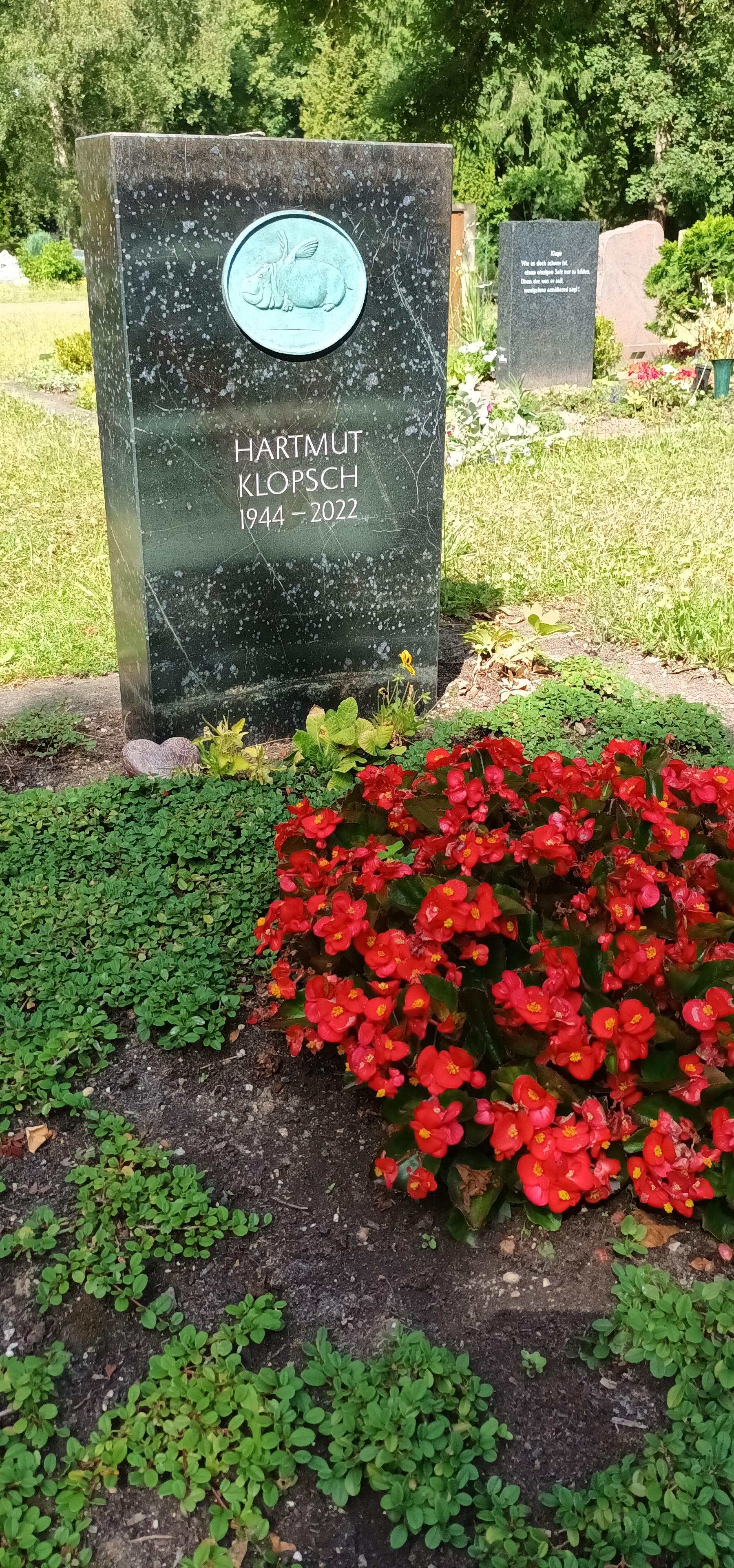
Grabstätte Hartmut Klopsch

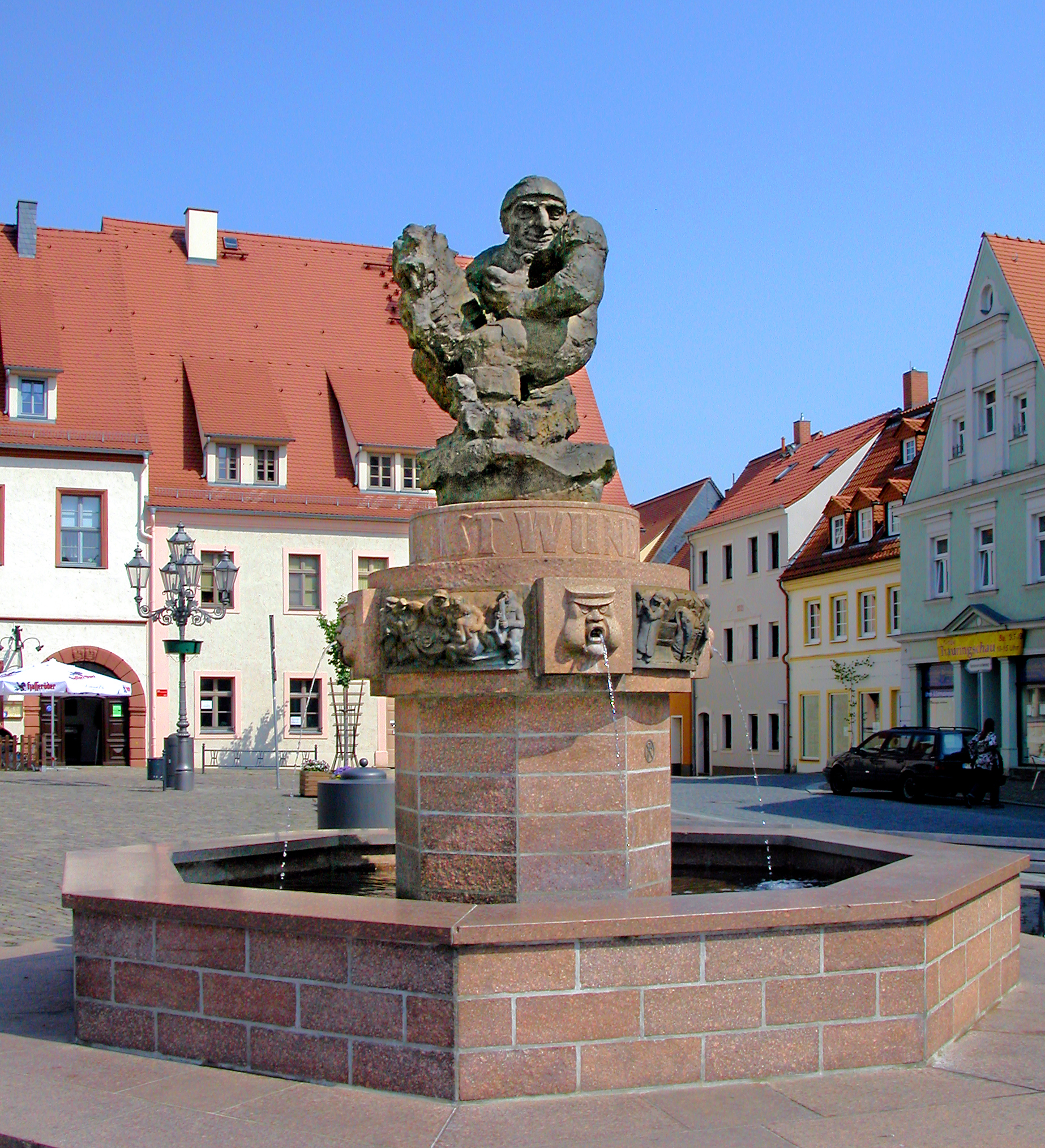
Ringelnatz-Brunnen auf dem Markt in Wurzen, 1983 zum 100. Geburtstag des Dichters Joachim Ringelnatz errichtet. Gemeinschaftsarbeit der Leipziger Bildhauer Dieter Dietze und Hartmut Klopsch

## Mitgliedschaften
- 1977 bis 1990: Verband Bildender Künstler der DDR
- Seit 1990: Bund Bildender Künstler Leipzig

## Ehrungen
- 1998: „Prix Sculpture“ der Biennale Internationale d’Art Miniature de Ville Marie, Quebec, Kanada

## Werkbeispiele

### Plastiken
- Abendessen (1985, Bronze, Höhe 15 cm; Auftrag der NVA)
- Kleine Musikkapelle (Bronze, 14,5 × 14,2 × 10,3 cm, 1981; Exemplar einer Edition von 1989 in der Kunsthalle der Sparkasse Leipzig)[1][2]
- Pegasus (Bronze/Polyester, Höhe: 31,3 cm, 1987)
- Ringer-Kugel (Bronze, Höhe 7 cm, 1991; Kunsthalle der Sparkasse Leipzig)[3]
- Plastiken für die Preis-Trophäen Fliegender Ochse (um 1991), Goldner Ochse (um 2002), Leipziger Lerche (um 2006) und Goldene Robe (Collage, Bronze, Stahl und Marmor, 2012; Ehrenpreis des Leipziger Anwaltvereins)[4]

### Werke im öffentlichen Raum
- Ringelnatz-Brunnen (Bronze auf Granit, 1983; Marktplatz Wurzen; mit Dieter Dietze)[5]
- Blaskapelle (Bronze, 1988/1989; Leipzig, Karl-Heine-Platz)[6]
- „unbemerkter Abflug“ (Engelssturz hinter Flusspferd) (Bronze, 2007, Anklam, Otto-Lilienthal-Museum)[7]

## Ausstellungen (unvollständig)

### Einzelausstellungen
- 2001: Berlin, Galerie Ost-Art Waschhaus
- 2003: Schkeuditz, Art Kapella

### Beteiligung an Ausstellungen in der DDR
- 1981: Dresden („25 Jahre NVA“)
- 1982/1983 und 1987/1988: Dresden, IX. und X. Kunstausstellung der DDR
- 1982, 1984, 1990 und 1994: Fürstenwalde („Miniatur in der bildenden Kunst der DDR“)
- 1983: Leipzig, Messehaus am Markt („Kunst und Sport“)
- 1983: Magdeburg Museum Kloster Unser Lieben Frauen („Junge Bildhauer der DDR“)
- 1984: Leipzig, Museum der bildenden Künste („Kunst in Leipzig 1949 -1984“)
- 1985: Leipzig, Bezirkskunstausstellung
- 1986: Cottbus, Staatliche Kunstsammlung („Soldaten des Volkes - dem Frieden verpflichtet“)
- 1986/1987: Suhl („Das sicher sei, was uns lieb ist“. Ausstellung zum 40. Jahrestag der Gründung der Grenztruppen der DDR)